# IFT43
IFT43 (англ. Intraflagellar transport 43) – білок, який кодується однойменним геном, розташованим у людей на 14-й хромосомі. Довжина поліпептидного ланцюга білка становить 208 амінокислот, а молекулярна маса — 23 529.
| 10         |  | 20         |  | 30         |  | 40         |  | 50         |
| ---------- |  | ---------- |  | ---------- |  | ---------- |  | ---------- |
| MEDLLDLDEE |  | LRYSLATSRA |  | KMGRRAQQES |  | AQAENHLNGK |  | NSSLTLTGET |
| SSAKLPRCRQ |  | GGWAGDSVKA |  | SKFRRKASEE |  | IEDFRLRPQS |  | LNGSDYGGDI |
| PIIPDLEEVQ |  | EEDFVLQVAA |  | PPSIQIKRVM |  | TYRDLDNDLM |  | KYSAIQTLDG |
| EIDLKLLTKV |  | LAPEHEVRED |  | DVGWDWDHLF |  | TEVSSEVLTE |  | WDPLQTEKED |
| PAGQARHT   |  |            |  |            |  |            |  |            |

A: Аланін

C: Цистеїн

D: Аспарагінова кислота

E: Глутамінова кислота

F: Фенілаланін

G: Гліцин

H: Гістидин

I: Ізолейцин

K: Лізин

L: Лейцин

M: Метіонін

N: Аспарагін

P: Пролін

Q: Глутамін

R: Аргінін

S: Серин

T: Треонін

V: Валін

W: Триптофан

Кодований геном білок за функцією належить до фосфопротеїнів. 
Задіяний у таких біологічних процесах, як біогенез та деградація війок, ацетилювання, альтернативний сплайсинг. 
Локалізований у цитоплазмі, цитоскелеті, клітинних відростках.